# تيا ملك القوط الشرقيين
تيا (توفي 552 أو 553) كان آخر ملوك القوط الشرقيين في إيطاليا.